# Brachycoryna longula
Brachycoryna longula es un coleóptero de la familia Chrysomelidae.
Fue descrita científicamente por primera vez en 1907 por Weise.